# 朝鮮民主主義人民共和國礦業
朝鮮民主主義人民共和國礦業對該國經濟十分重要，該國擁有超過200種類型的礦產，特別是在咸鏡南北道和兩江道，包括儲量居全球之首的菱鎂礦、東亞最大的鋅礦和豐富的无烟煤。北韓的礦業從日本殖民統治時期開始發展，在朝鮮戰爭結束後得到了迅速的發展，該國礦業在蘇聯解體後北韓的經濟危機中遭到很大打擊，進入二十一世紀有所恢復。和中國的貿易往來構成了北韓礦業貿易的大部分，2010－2020年中國的礦業公司在北韓的投資估計為5億美元，2020年在北韓的所有中國公司中有41%從事採礦業。

## 儲量
北韓擁有超過200種類型的礦產，分佈在其超過80%的領土上，其中有10個大型磁鐵礦、鎢礦、石墨、金和鉬等的礦床。資源儲量估計為2100萬噸鋅、1000億噸石灰石、60億噸菱鎂礦、50億噸鐵、50億噸無煙煤、300萬噸銅、200萬噸重晶石、200萬噸石墨、2000噸黃金。該國的礦產工業分為三大部門，即煤炭開採、金屬開採和加工部門。所有這些都歸中央政府所有，以支持國家的軍事預算。北韓被認為擁有巨大的潛在金屬資源，尤其是稀土金屬，對金屬資源的估值超過6萬億美元。。

## 歷史
在朝鮮王朝時期，礦山被國有化，私人採礦受到嚴格限制。金、銀、銅、鐵、鉛、硫黄、寶石等由政府開採，用於鑄幣、生產武器和農具。從18世紀末到19世紀上半葉，私人採礦受到的限制漸漸放開，主要是金礦和銀礦。1896年實行採礦專利制度，開放平安北道雲山郡、咸鏡北道慶源郡的金礦。日本入侵後設立的韓國統監府於1906年頒布了《韓國礦業法》，奪取了皇室直接管理的51座礦山中的25座。1908年，向韓日以外的外國人開放礦山。日本吞併朝鮮半島前後，採礦權申請的數量迅速增加，並在1910年達到1,031件的峰值。之後逐漸下降，但隨著1914年第一次世界大戰的開始，對礦產資源的需求翻了一番。1915年頒布的《朝鮮礦業令》自1916年4月起禁止外國人開發新礦，日本資本開始壟斷開發。1930年代初期，朝鮮半島的採礦產量顯著增加。日本幾乎所有的煤炭和70%以上的金屬礦石都產自朝鮮半島北部。
1945年二戰結束後，朝鮮半島北部被蘇聯佔領。1946年8月，軍事統治下的北朝鮮臨時人民委員會頒布了《重要產業國有化法》，將該地區的礦山、鐵路等主要工業設施無償國有化。隨後，從1950年持續到1953年的朝鮮戰爭給朝鮮造成了巨大的人員和物質損失，採礦、製造和電力生產減少了60%－70%。在這種情況下，北韓從1954年起制定了戰後重建三年計劃，推出了利用豐富的地下資源優先重工業的經濟政策，並得到社會主義集團的支持。
至1970年，通過壓榨勞動人口以彌補勞動力短缺的增產運動已達到極限並停滯不前。同時出於對南韓經濟的高速增長帶來的壓力，北韓在1970年代試圖從日本和西歐國家引進工業廠房，但主要出口商品鋅和其他有色金屬的價格因石油危機的影響而下跌造成了計劃的失敗。1980年代模仿中國的改革開放的經濟政策，如《合資企業法》的頒布，並沒有對北韓經濟產生明顯的效果，而在1980年代後半期，北韓越來越依靠與蘇聯等東方集團國家的經濟合作，在這種情況下，社會主義經濟陣營崩潰導致1990年代朝鮮無法通過易貨貿易獲得原油和焦炭，導致北韓經濟陷入衰退。因外匯短缺、設備老化、質量下降、出口和外匯收入下降導致投資低迷的惡性循環，導致煤炭等礦產產量創下歷史新低。
之後，由於國際社會的支持，糧食形勢得以好轉，礦山勞動力供應出現過剩，礦業轉向復甦。在政策上，電力、煤炭、金屬、交通被定位為所謂的主導產業，資源優先配置到煤礦。2006年為了防止過度開採資源等，制定了禁止鉛、鋅等未加工礦石出口的基本政策。2007年，僅礦產資源對南韓的出口就達到了1.28億美元，但在2010年天安艦沉沒事件後，南韓政府終止了南北之間的投資和貿易。無煙煤和鐵礦石等礦產資源佔2013年對華出口總額29.24億美元的18.15億美元。另一方面，許多煤礦和礦山設備老化，即使在2010年代，礦產資源出口也低於1980年代的水平。2017年8月5日联合国安全理事会第2371号决议中新增的制裁内容包括禁止北韓煤、钢铁、鉛、铁矿石和鉛礦石出口，预计每年会削减北韓7.61亿美元的外汇收入。

## 種類
在朝鮮半島有“北礦南農”一說，包括黃金在內的各種礦產都在北部山區開採，北韓的菱鎂礦、鎢、鉬、石墨、螢石等7種礦產儲量位居世界前10位。礦山約有760座，其中30%為煤礦。全國有地下資源200多種，估計有經濟價值的礦產有140多種。朝鮮的鎳礦主要形成於前寒武紀，錳礦主要形成於元古代-古生代，金、銀、銅、鉛、鋅、鉬、鎢、鈷、銻礦主要形成於三疊紀-新近紀，砂金主要形成於第四紀，無煙煤存在於古生界，褐煤存在於新生界第三紀。黃海沉積盆地被認為含有石油儲量，但尚未進行大規模的商業開發。

### 金屬

#### 鋅礦
朝鮮鋅工業總會社是一家總部位於平壤的礦業和工業集團，該公司生產鋅、鉛、粗鉛錠、鉛精礦、鋅精礦、鎘、砷、鋅渣和銅精礦，供出口和國內使用。檢德礦山位於咸鏡南道端川郡金谷洞，自1932年開始運營，是東亞最大的鋅礦。它有七個礦區，通過十個礦井開採。具有年處理鋅礦石1000萬噸的能力。採用常規浮選方法提取鉛鋅精礦。該礦的其他產品是閃鋅礦、黃銅礦和方鉛礦。檢德礦山據信含有超過500萬噸的鉛和1500萬噸的鋅，此外第二大的黃海北道銀波郡光明礦山埋藏有200萬噸鉛和300萬噸以上的鋅。

#### 金礦
北韓已發現金礦92座，重要的高產金礦集中在平安北道和黃海南道。平安北道擁有朝鮮半島最大金礦雲山礦山、三成礦山和昌城礦山，總黃金儲量估計分別為100噸、62噸和43噸。黃海南道有栗浦礦山和遂安礦山，總黃金儲量估計分別為17噸和5噸。此外，平安南道和咸鏡南道也盛產砂金。據估計，僅在黃金方面，該國就擁有約2,000公噸的儲量，按每公斤58,700美元的黃金價值計算，總價值將達到1174億美元。中國公司投資運營的大峰礦山位於兩江道甲山郡和雲興郡的交界處，黃金年產能超過150公斤。虛川郡的地下礦山上農礦山自1956年開始運營，出產黃鐵礦、黃銅礦、菱鎂礦、天然金和天然銀。2008年，精礦年產能29萬噸，品位30克每噸。為加工上農礦山的低品位精礦，在端川市建立了東大制磨廠。該廠已處理了2000萬噸尾礦，堆在廠區的廢料仍有1.44克每噸的金粉品位。位於延山郡的笏洞礦山自1893年以來一直在運營，長1,200米的礦脈年產2噸黃金、2.5噸白銀和80,000噸銅精礦。

#### 銅礦
北韓的銅礦儲量估計約為290萬噸，其中40%以上集中在兩江道。惠山銅礦位於惠山市馬山洞，自1970年開始運營，是該國最大的銅礦。它在1994年被洪水淹沒並因此關閉，自2010年起部分重新開。該礦的其他產品是輝銅礦、黃銅礦、方鉛礦和閃鋅礦，銅礦石年產能120萬噸。黃海北道的笏洞礦山和遂安礦山以及咸鏡南道的虚川礦山也開採黃銅礦和半銅礦。 

#### 鐵礦
北韓代表性的鐵礦有咸鏡北道茂山郡的磁鐵礦，黃海南道殷栗郡和載寧郡的赤鐵礦和褐鐵礦，咸鏡南道利原郡和北青郡的赤鐵礦。茂山礦山是朝鮮最大的露天礦，估計儲量達1.5億－20億噸，於1935年由日本三菱礦業公司開發，長1,200米的礦脈分為九個礦區，採用露天礦法開採。鐵礦石產能為每年1000萬噸，年產量為200萬噸品位65%的鐵精礦，礦石在金策鋼廠加工後出口到中國。五龍礦山位於咸鏡北道會寧市，自2007年開始運營。礦石有磁鐵礦，赤鐵礦和鈦鐵礦，開採出來的礦石不經過磨礦直接運往中國。

#### 其他
錳在朝鮮的總儲量估計為30萬噸，其中很大一部分以錳含量為3%－15%的錳土形式存在，平安南道順川市元上里、江原道鐵原郡大浦里、黃海北道中和郡擁有49座錳礦。以90%品位計算，朝鮮鉬的估計儲量為54,000噸，平安南道成川郡的龍興礦山、黄海北道新溪郡歌舞里礦山都是具有良好採掘条件的大規模礦山。
鎢以黑鎢礦和白鎢礦的形式產自黃海北道新坪郡萬年礦山和平安南道新陽郡任坪礦山。朝鮮鎢總儲量估計達到24.6萬噸，是世界第二大。

### 非金屬

#### 菱鎂礦
北韓的菱鎂礦儲量估計為60億噸，居世界之首，摩天嶺周圍地區是菱鎂礦的主要生產區。咸鏡南道端川市僅出露部分就有一個長度達7.7公里、深度達100米的露天礦床，其儲量估計達36億噸。該市的大興礦山是世界上最大的菱鎂礦，自1982年以來一直在開採。菱鎂礦脈長1600米的走向中發現，大興礦山由四個礦區組成，這些礦區進行露天和地下開採，每年總開採菱鎂礦的能力為60萬噸。其MgO品位高達46.5%。該市龍陽礦山的MgO品位分別為30%，年精礦生產能力60萬噸。

#### 煤炭
北韓可開採的煤礦達61億噸，由16億噸無煙煤、34億噸褐煤和11億噸超級無煙煤組成。此外，由於不生產煙煤，用於鋼鐵生產的煤炭完全依賴進口。北韓各煤礦開採的煤的熱值也各不相同，但部分煤礦的熱量高達7,000kcal/kg。由於其風化快和低硬度，北韓的煤炭不適合儲存和運輸。
無煙煤主要存在於平安南道和咸鏡南道周邊的古生界地層中，煤層厚度為0.5－8米。無煙煤形成後由於長期的地質膨脹和收縮，呈高度不規則分佈，以煤粉為主，無烟煤儲量超過45億噸，平安北道順川市的直洞礦山於1997年開始地下採礦作業，年產能為100萬噸無烟煤，煤炭由卡車直接運往東平陽熱電廠。咸鏡北道慶源郡的慶源礦山自1920年以來一直作為地下礦井運營。它的年產能為100萬噸無烟煤，開采的煤炭由卡車運送到清津熱電廠和千里馬鋼鐵廠。此外，褐煤開採自新生代第三紀地層，主要集中在咸鏡北道。
北韓煤炭年產量在1985年達到3750萬噸的高峰，但由於經濟惡化和糧食短缺，在1998年降至1860萬噸，之後煤炭被定為四大主導產業之一，重點恢復生產，2009年產量恢復到2550萬噸。2013年，朝鮮超過越南成為全球最大的無煙煤出口國，為朝鮮創造了14億美元的收入，佔該國GDP的10%。另一項估計顯示，該國2015年的煤炭出口量為1970萬噸，價值11億美元。該政權依靠這些利潤來獲得它最需要的大部分東西。

#### 石油
在16世紀的《本草綱目》中記載了朝鮮半島出產的石油。19世紀初的《海東繹史》中也有對石油生產的描述。1917年和1918年，日本當局根據這些資料出售石油開採權，結果一無所獲。1964年，在平安南道安州市的煤田勘察和開發中發現了石油，並確認了北韓存在石油的可能性，對此朝鮮請求蘇聯合作對黃海進行重磁力測量。1965年北韓成立燃料資源地質勘探局，1968年在安州市成立原油勘探專業研究所，進行原油勘探。
1973年北韓開始在中國工程師指導下進行全面勘探鑽探，1976年在黃海進行地震勘探，測線長度2200公里，並著手準備開發該海域的沉積盆地。1978年與南斯拉夫簽訂聯合開發協議進行勘探，但南斯拉夫因缺乏資金於1981年退出。1983年，政務院下設原油勘探總局，從新加坡購買一艘14000噸的勘探鑽井船。1987年，伊朗和澳大利亞公司在南浦市海岸外22,600平方公里的範圍進行了的勘探和試鑽，但都失敗了。1987年至1990年，在蘇聯的合作下，北韓在日本海進行了測線長度7500公里的地球物理調查，並根據結果在東朝鮮灣進行了試鑽。1993年，北韓將原油勘探總局升格為原油工業部，並在1994年的第九届最高人民會議第七次会議中強調加大對油田的探索和投資。進入21世紀，北韓開始在肅川郡和文德郡海域開採原油。

#### 其他
石灰石遍布朝鮮，質量上乘，主要和無煙煤伴生，促進了硬質合金合成工業的發展。平安南道順川市、黄海北道勝湖郡、江原道川内郡有代表性的石灰石礦山，據信朝鮮擁有1000億噸石灰石。片狀石墨在朝鮮的儲量達200萬噸，主要產區為慈江道長江郡東方礦山、咸鏡北道金策市偉業礦山、平安北道泰川郡取興礦山，此外在平安南道价川市等地也開採土質石墨。

## 脚注
1. 1 2  White, Edward. . The Financial Times. 2020-12-23  [2022-10-04]. （原始内容存档于2021-01-26）.
2. 1 2 3 4 5 6 7  Choi, Kyung-soo. . Nautilus Institute. 2011-08-04  [2022-10-04]. （原始内容存档于2020-03-28）.
3. 1 2 3   (PDF). United States Geological Survey.   [2013-05-14]. （原始内容存档 (PDF)于2013-02-28）.
4. 1 2 3 4  庾炳富 2004，第88頁
5. 1 2 3 4  庾炳富 2004，第90頁
6. 1 2  石原舜三 2006，第8頁
7. 1 2 3  庾炳富 2004，第89頁
8. ↑  原康宏 2008，第264頁
9. ↑  原康宏 2008，第265頁
10. ↑  東亞貿易研究會 & 日本貿易振興機構 2015，第1頁
11. ↑  東亞貿易研究會 & 日本貿易振興機構 2015，第2頁
12. ↑  東亞貿易研究會 & 日本貿易振興機構 2015，第3頁
13. 1 2 3  東亞貿易研究會 & 日本貿易振興機構 2015，第4頁
14. 1 2 3 4 5 6 7 8  東亞貿易研究會 & 日本貿易振興機構 2015，第139頁
15. ↑  東亞貿易研究會 & 日本貿易振興機構 2015，第140頁
16. ↑  United States Mission to the United Nations. . U.S.A.: United States Department of State. August 5, 2017  [August 20, 2017]. （原始内容存档于August 19, 2017）.
17. ↑  聯合國安全理事會  Resolution  2371.  8019. Resolution 2371 (2017) - Adopted by the Security Council at its 8019th meeting, on 5 August 2017   S/RES/2371  5 August 2017.
18. ↑  联合国安全理事会. . United Nations. August 5, 2017  [August 20, 2017]. （原始内容存档于August 20, 2017）.
19. 1 2 3  東亞貿易研究會 & 日本貿易振興機構 2015，第7頁
20. ↑  東亞貿易研究會 & 日本貿易振興機構 2015，第134頁
21. ↑  金属礦業事業團 & 国際礦物資源開發協力協會 2001，第1頁
22. 1 2 3 4  東亞貿易研究會 & 日本貿易振興機構 2015，第136頁
23. 1 2 3 4  石油天然氣金属礦物資源機構 2006，第2頁
24. ↑  . Great Mining.   [2012-10-10]. （原始内容存档于2013-01-24）.
25. ↑  . www.cybernk.net.   [2021-03-09]. （原始内容存档于2022-08-19） （韩语）.
26. ↑  Cheehyung Harrison Kim. . Columbia University Press. 2018-11-06: 85  [2022-10-04]. ISBN 978-0-231-54609-6. （原始内容存档于2022-10-06）.
27. 1 2  石原舜三 2006，第10頁
28. 1 2 3 4  東亞貿易研究會 & 日本貿易振興機構 2015，第138頁
29. 1 2  東亞貿易研究會 & 日本貿易振興機構 2015，第8頁
30. ↑  東亞貿易研究會 & 日本貿易振興機構 2015，第9頁
31. ↑  東亞貿易研究會 & 日本貿易振興機構 2015，第137頁
32. 1 2  庾炳富 2004，第95頁
33. ↑  . South China Morning Post. 2016-12-11  [2022-10-04]. （原始内容存档于2016-12-12）.
34. ↑  Pavone, Gregory. . Harvard Kennedy School. 2014-03  [2022-10-04]. （原始内容存档于2015-09-04）.
35. ↑  庾炳富 2004，第93頁
36. 1 2 3  石油公團 2002，第68頁
37. ↑  石油天然氣金属礦物資源機構 2006，第3頁
38. ↑  石油公團 2002，第69頁
39. 1 2  石油天然氣金属礦物資源機構 2006，第12頁